# Баранов, Анатолий Николаевич (военный)
Анатолий Николаевич Баранов (1 января 1924 года, Густомесово, Костромская губерния — 14 февраля 1992 года, Волгореченск) — заряжающий самоходной артиллерийской установки СУ-85 1056-го отдельного самоходного артиллерийского полка 179-й стрелковой дивизии 4-й ударной армии 2-го Прибалтийского фронта, сержант.

## Биография
Родился 1 января 1924 года в селе Густомесово Красносельского района Костромской области. Окончил 7 классов Сидоровской школы, поступал в Рыбинский речной техникум, но не удачно. Весной 1941 года устроился матросом на буксирный пароход «Мир» Волжского бассейнового управления. Рейсы совершал от Горького до Рыбинска и обратно. Когда началась война, и многие ушли на фронт, стал рулевым.
В летнюю навигацию 1942 года, на буксир, пришедший в Кинешму, пришли представители военкомата, проверили списочный состав и тут же четырём членам экипажа вручили повестки о призыве. Анатолий Баранов был направлен в 16-й учебный танковый полк, расквартированный в городе Горьком. Сначала будущих танкистов готовили на американские машины, поступавшие по ленд-лизу. Затем отправили переучиваться на Урал, где Баранов был зачислен в группу самоходчиков, получил специальность заряжающего и наводчика.
На фронт сержант Баранов попал лишь в начале 1944 года в составе 1056-го самоходного артиллерийского полка, сформированного там же на Урале. Полк прибыл на 1-й Прибалтийский фронт, готовящийся к освобождению Прибалтики и был включен в резерв командующего фронтом. Вскоре начались тяжелые, кровопролитные бои. Отличился сержант Баранов во время Рижской наступательной операции в сентябре 1944 года.
Только 14 сентября в боях близ города Бауска экипаж самоходки, заряжающим в котором был сержант Баранов, вывел из строя 2 штурмовых орудия, 2 пушки, 2 автомобиля и свыше 20 вражеских солдат и офицеров. 23 сентября в бою у населенного пункта Айзпурве пехота, которую поддерживали самоходчики, дрогнула под натиском немецких танков и отступила. Артиллеристы же остались на своих позициях и продолжали вести меткий огонь. Противники потеряли три танка и штурмовое орудие и отступили. После этого боя, учитывая и прежние успехи членов экипажа, в полку заполнили на самоходчиков наградные листы — сержант Баранов был представлен к ордену Славы 3-й степени.
В тот же день, после окончания боя, к самоходке подъехал командирский виллис. Из него вышел генерал, командир стрелковой дивизии которую поддерживали самоходчики. Он поблагодарил за меткую стрельбу и приказал находившемуся с ним майору-порученцу записать фамилии артиллеристов. На следующий день к ним снова пожаловал тот же майор и вручил ордена Славы 3-й степени и соответствующие документы к ним. Приказом командира стрелковой дивизии от 24 сентября 1944 года сержант Баранов Анатолий Николаевич награждён орденом Славы 3-й степени.
Через несколько дней прошли по инстанциям наградные документы, оформленные в полку. Приказом от 13 октября 1944 года сержант Баранов Анатолий Николаевич награждён орденом Славы 3-й степени. Так получил два ордена Славы 3-й степени, фактически за один и тот же бой.
Вновь отличился сержант Баранов в боях в начале 1945 года. 21 февраля 1945 года при прорыве обороны противника в районе города Прекуле самоходчики разрушили 3 дзота, подавили 2 минометные батареи и 4 пулеметные точки, истребители свыше 20 противников. Приказом от 10 марта 1945 года сержант Баранов Анатолий Николаевич награждён орденом Славы 2-й степени.
В одном из боев самоходка Баранова первой ворвалась на вражеский аэродром. Бойцы захватили четыре исправных, готовых взлететь вражеских транспортных четырёхмоторных самолета. Позднее экипаж самоходки захватил в качестве трофеев ещё два исправных немецких танка. За смелые действия при ликвидации Курляндской группировки немцев старший сержант Баранов удостоен ордена Красной Звезды.
Всего к окончанию боев в Прибалтике на счету самоходчика Баранова числилось девять сожженных и подбитых им вражеских танков, не считая другой техники. Чуть больше года пробыл он на фронте. За это время три боевые машины, они были сожжены в боях под Бауском, Клайпедой и при ликвидации Курляндской группировки, сменил несколько экипажей. Сам был ранен, но вернулся после госпиталя в свой полк.
После Победы продолжил службу в армии. В 1947 году был демобилизован. Вернулся в родные края. Пятнадцать лет плавал по Волге штурманом на пароходах «Алтай», «Таймыр», «Академик Щусев» Волжского объединенного речного пароходства. В 1962 года перешел на строительство Костромской ГРЭС, стал жить в Волгореченске. С 1968 года был начальником вневедомственной охраны ГРЭС. В 1978 году послал запрос в Главное управление кадров Министерства обороны СССР о своих трех орденах.
Указом Президиума Верховного Совета СССР от 13 апреля 1979 года в порядке перенаграждения Баранов Анатолий Николаевич награждён орденом Славы 1-й степени. Стал полным кавалером ордена Славы. Был аннулирован орден Славы 3-й степени за № 232872.
После выхода на пенсию продолжал работать в неведомственной охране. Скончался 14 февраля 1992 года. Похоронен на кладбище города Волгореченск.
Награждён орденами Отечественной войны 1-й степени, Красной Звезды, Славы 3-х степеней, медалями.
В городе Волгореченске, на доме где жил ветеран, установлена мемориальная доска.